# Uramil
Uramil ist eine chemische Verbindung aus der Gruppe der Lactame. Es ist ein mit einer Aminogruppe substituiertes Derivat der Barbitursäure.

## Darstellung und Synthese
Uramil kann durch Reduktion von 5-Nitrobarbitursäure mit Zinn und Salzsäure synthetisiert werden:
Auch mit Ammoniumchlorid in kochendem Wasser kann durch nukleophile Substitution aus Dialursäure Uramil gewonnen werden.

## Eigenschaften
Die farblosen Kristalle von Uramil verfärben sich an der Luft rötlich. Die Verbindung ist in organischen Lösungsmitteln unlöslich, löst sich jedoch in starken Säuren und Basen. Beim Erhitzen in Kalilauge zersetzt sich Uramil langsam unter Bildung von Ammoniak.
Uramil entsteht als Zwischenprodukt bei der Umsetzung von Barbitursäure zu Harnsäure.